# コードページ
コードページ（英: Code page）とは、特定の文字符号化方式を指定するための数字、またはその数字で指定された文字符号化方式、あるいはそのような方法で文字符号化方式を指定するためのシステムのことである。CPと表示されることもある。それぞれの文字符号化方式は「コードページ○○（○○は2桁から5桁の数字）」という形で管理される。
コードページという用語は、システムベンダ各社が管理している文字符号化方式を指す時にしか用いられず、ISO等の公的な規格の文字集合を「コードページ○○」などと呼ぶことはない。IBMおよび、マイクロソフトは各自、コードページを定めて管理している。マイクロソフトのコードページ群はMS-DOSやWindowsなどで利用されている。IBMのコードページはSystem iやDB2等の文字データ表現体系(CDRA: "Character Data Representation Architecture")をサポートするIBMシステムで利用されている。

## マイクロソフトの主なコードページ
CP932マイクロソフト標準キャラクタセットをシフト符号化表現したもの。いわゆる日本語シフトJISコード。